# Lightweight Portable Security
Lightweight Portable Security ou LPS-Public é uma distribuição em Live-CD GNU/Linux, desenvolvido pelo Departamento de Defesa dos Estados Unidos, para trabalhar em um PC ou Macintosh (plataforma Intel) sem o risco de expor credenciais e outros dados privados à ação de malwares, keyloggers e outros riscos cibernéticos. Pode ser gravado em um CD-R ou em um Pen Drive. Usa a interface gráfica IceWM.
Inclui um conjunto mínimo de aplicações e utilitários como Mozilla Firefox, DNSCrypt (usado para um servidor OpenDNS), NoScript, HTTPS Everywhere e um assistente para criptografar e decriptografar arquivos chamado Encryption Wizard (EW-Public).
A versão LPS-Public Deluxe inclui o OpenOffice.org e o Adobe Reader.

## Encryption Wizard (versão pública)
O Encryption Wizard ou EW-Public é um assistente de criptografia. O aplicativo foi desenvolvido para Windows, Linux, Mac OS, Solaris e outros sistemas operacionais que suportam a Plataforma Java, sem necessidade de instalação ou de privilégios de superusuário. Desenvolvido pelo Departamento de Defesa dos Estados Unidos, utiliza a biblioteca de criptografia padrão da Plataforma Java e necessita do Java Runtime Environment (JRE) da Oracle Corporation instalado.

## Encryption Wizard
A versão exclusiva para o governo dos Estados Unidos é licenciado e certificado pela RSA Data Security.